# برز أباد (أصفهان)
برز أباد هي قرية في مقاطعة أصفهان، إيران. يقدر عدد سكانها بـ 27 نسمة بحسب إحصاء 2016.